# باب‌اسفنجی شلوارمکعبی (فصل ۶)
باب اسفنجی شلوار مکعبی (فصل ۶) عنوان سریالی انیمیشنی به همین نام است که در ادامه ۵ فصل قبلی این سریال انیمیشنی است، و راجع‌به شخصیت اصلی این مجموعه باب‌اسفنجی است. این انیمیشن سریالی در تاریخ ۳ مارس سال ۲۰۰۸ میلادی در شبکه نیکلودئون ایالت متحده آمریکا توسط تلویزیون‌ها به نمایش درآمد. این انیمیشن سریالی ۲۶ قسمت دارد. هر قسمت این انیمیشن سریالی ۱۱ دقیقه دارد. همچنین این انیمیشن سریالی به کارگردانی استیون هیلنبرگ به پخش درآمد.

## شخصیت‌ها
- باب‌اسفنجی
- پاتریک ستاره دریایی
- اختاپوس هشت‌پا
- خرچنگ
- چیکس
- کارن
- پاف

## صداپیشگان
تام کنی در نقش باب‌اسفنجی
بیل فیجرباک در نقش پاتریک ستاره دریایی
راجر آلبرت بومپاس در نقش اختاپوس هشت‌پا
کلنسی براون در نقش آقای خرچنگ
کارولین لارنس در نقش سندی چیکس
مستر لارنس در نقش پلانگتون و کارن
مری جو کتلت در نقش خانم پاف